# Solanum albornozii
Solanum albornozii ist eine Pflanzenart aus der Sektion Petota in der Gattung der Nachtschatten (Solanum).

## Beschreibung

### Vegetative Merkmale
Solanum albornozii ist eine 0,4 bis 1 m hohe, krautige Pflanze. Die Stängel sind an der Basis 3 bis 5 cm stark, unbehaart und können mit bis 0,21 mm breiten Flügeln geflügelt sein. Die sympodialen Einheiten besitzen drei bis viele Laubblätter, diese stehen jedoch nie paarweise. Die Laubblätter sind ungeradzahlig gefiedert. Die Blattspreite hat eine Länge von 10,5 bis 26 cm und eine Breite von 6,6 bis 14 cm, sie ist lederig und glänzend. Die Unterseite ist hellgrün gefärbt und unbehaart oder zunächst mit sehr kurzen Trichomen besetzt und später verkahlend, die Oberseite dunkelgrün gefärbt und unbehaart. Auf jeder Seite der Blattachse stehen fünf bis sieben Teilblätter erster Ordnung, wobei die mittleren am größten werden. Die äußeren Teilblätter haben eine Länge von 3 bis 8,5 cm und eine Breite von 0,7 bis 2,2 cm, sind elliptisch, nach vorn spitz bis zugespitzt, die Basis ist kurz gestielt oder aufsitzend und leicht an der Basis herablaufend. Sie sind an der Basis zugewandten Seite etwas größer. Das endständige Teilblatt ist nahezu gleich groß oder kleiner als die seitlichen Teilblätter, es erreicht eine Länge zwischen 3,7 und 6,5 und eine Breite von 0,9 bis 2 cm, ist elliptisch, nach vorn spitz oder zugespitzt und an der Basis keilförmig. Zwischen den Hauptteilblättern stehen 14 bis 85 eiförmige bis kreisförmige eingeschobene Teilblättchen, die aufsitzend oder kurz gestielt sind. Der Blattstiel hat eine Länge von 1 bis 5,5 cm und ist unbehaart. Die Pseudonebenblätter sind 3 bis 5 mm lang und vollständig oder nahezu unbehaart.

### Blütenstände und Blüten
Die Blütenstände stehen endständig und werden von einer achselständigen Knospe begleitet und stehen meist nur in der äußeren Hälfte der Pflanze. Sie erreichen eine Länge von 6 bis 10 cm, sind meist gegabelt und bestehen aus 22 bis 86 Blüten. Die Blütenstandsachsen sind unbehaart, der Blütenstandsstiel ist 0,5 bis 10,4 cm lang, die Blütenstiele stehen 5 bis 10 cm auseinander und sind sowohl zur Blüte als auch zur Fruchtreife 10 bis 24 mm lang und sind in der oberen Hälfte gelenkartig gebogen.
Die fünfzähligen Blüten treten nicht mit unterschiedlich gebauten Griffeln auf. Der Kelch ist 4 bis 9 mm lang, wovon die Kelchröhre etwa 1 bis 3 mm und die Kelchlappen 2 bis 5 cm ausmachen. Letztere sind eiförmig bis lanzettlich, mit 0,4 bis 3 mm langen stark verschmälerten Spitzen versehen und unbehaart. Die Krone misst 2 bis 3,7 mm im Durchmesser, ist fünfeckig bis radförmig-fünfeckig, weiß gefärbt und mit einem lila Streifen auf der Rückseite der Kronlappen versehen. Die Kronröhre ist 1,2 mm lang, der Kronsaum ist mit 0,5 bis 0,8 mm langen Spitzen versehen, die Ecken des Kronsaums sind flach und leicht nach hinten gefaltet.
Die Staubblätter bestehen aus 1 bis 2 mm langen Staubfäden und 4 bis 8 mm langen Staubbeuteln. Die Staubbeutel sind lanzettlich, gelb gefärbt und stehen zusammengeneigt. Sie öffnen sich zunächst durch Poren an den Spitzen, die sich jedoch später zu Schlitzen erweitern. Der Fruchtknoten ist unbehaart, der gerade, unbehaarte Griffel ist 3 bis 10 mm lang, 1 mm breit und überragt die Staubblätter um etwa 0,9 bis 4 mm. Die Narbe ist keulenförmig bis kopfig.

### Früchte und Samen
Die Früchte sind eiförmige, 1,1 bis 1,4 cm durchmessende, unbehaarte und mittelgrüne Beeren. Die Samen sind eiförmig und etwa 2 mm lang, weißlich bis grünlich gefärbt und bräunlich trocknend. Sie sind dicht mit haarartigen Auswüchsen der äußeren Samenwandzellen bedeckt, so dass die Samen schleimig werden, wenn sie feucht sind.

### Chromosomenzahl
Die Chromosomenzahl beträgt 2n = 24.

## Vorkommen
Die Art ist nur von vier Standorten aus den ecuadorianischen Provinzen Loja und Azuay bekannt. Sie wächst dort zwischen Büschen an Hängen in Höhenlagen zwischen 2350 und 3400 Meter.

## Gefährdung
Durch das relativ kleine Verbreitungsgebiet und die damit verbundene Gefahr der Zerstörung der Standorte wird die Art in der Roten Liste gefährdeter Arten der IUCN als „endangered“ (stark gefährdet) eingestuft.